# Das Modul
Das Modul est un groupe allemand de musique électronique.

## Histoire
Les producteurs Felix J. Gauder (connu entre autres pour E-Rotic, Novaspace et Blue Lagoon) et Olaf Roberto Bossi, qui travaille surtout comme auteur-compositeur et arrangeur, sont tombés, en examinant de vieux disques, sur le single Computerliebe de Paso Doble, qui figure dans le top 20 allemand en 1985. C'est alors que naît le projet de reprendre la chanson. Ils se mettent d'accord sur le nom Das Modul pour ce projet. Avec Yasemin Baysal et Dierk Schmidt, deux artistes ont rapidement été trouvés pour incarner Das Modul dans des vidéos et lors de représentations live. Olaf Bossi assure la majeure partie du chant, tandis que Bear Music Factory d'Andreas « Bär » Läsker se charge du management.
Computerliebe atteint au début de 1995 le top 10 en Allemagne et en Autriche et le top 20 en Suisse,. La chanson se vend à 440 000 exemplaires et est certifiée disque d'or. Kleine Maus atteint également des classements élevés en été de la même année et se vend à 350 000 exemplaires. Son successeur, 1100101, n'entre dans le top 20 qu'en Allemagne, mais se classe tout de même dans le top 40 en Autriche. Après la sortie du single suivant, Frühlingsgefühle, dont la mélodie était inspirée de I Just Can't Wait de Mandy Smith, Baysal, qui avait chanté elle-même le single, est remplacée par Denise Hameley. Frühlingsgefühle sort en avril 1996 et se classe dans le top 30 en Allemagne, en Autriche et en Suisse, ce que Robby Roboter, le dernier single du projet à figurer dans les charts, ne réussit à faire qu'en Allemagne en août de la même année.
Après une longue pause, le nouveau single Ich will (une reprise de UKW) sort en 1998 avec Keren May au chant. Le single n'a pas réussi à se classer dans les charts. En 2001, le remake Computerliebe 7.1 suit sous le nom de projet Das Modul vs. E-Love.
En novembre 2023, les producteurs de l'époque Felix J. Gauder et Olaf Roberto Bossi créent une page Instagram pour le groupe et annoncent son retour. La chanteuse est à nouveau Yasemin Baysal, comme à l'époque. Pour la première fois, il y a un trio dans le groupe. Bossi et Gauder apparaissent désormais publiquement en tant que membres du groupe avec Baysal. 

## Discographie

### Albums studio
- 1995 : Musik mit Hert (23e en Allemagne, 26e en Autriche, 19e en Suisse[2],[3])
- 1996 : Urlaub auf der M. S. Dos

### Singles
- 1995 : Computerliebe (3e en Allemagne, 8e en Autriche, 11e en Suisse[2],[3]) ( Or[4])
- 1995 : Kleine Maus (4e en Allemagne, 5e en Autriche, 11e en Suisse[2],[3])
- 1996 : 1100101 (16e en Allemagne, 39e en Autriche[2],[3])
- 1996 : Frühlingsgefühle (28e en Allemagne, 22e en Autriche, 24e en Suisse[2],[3])
- 1996 : Robby Roboter

### Autres singles
- 1996 : Surfen
- 1998 : Ich hab’ nur ein Traum[5]
- 1998 : Ich will
- 2001 : Computerliebe 7.1 (vs. E-Love)
- 2023 : www.christkind.com